# Glàucies (retòric)
Glàucies (en llatí Glaucias, en grec Γλαυκίας) va ser un retòric atenenc. Va viure i va escriure o pronunciar els seus discursos durant el segle I aC. No era gaire conegut i només el menciona Plutarc (Sympos. 1.10, 3, 2.2).